# Sender Pembrokeshire
El sender de Pembrokeshire (en gal·lès: Llwybr Arfordir Sir Benfro), també conegut com el camí costaner de Pembrokeshire, és un Recorregut Nacional ubicat a Pembrokeshire, al sud-oest de Gal·les, Regne Unit. El sender es va inaugurar l'any 1970 i té una longitud de 299 kms, en la seva major part sobre penya-segats, amb un total d'11.000 m d'ascens i descens. El seu punt més alt és Pen yr afr amb una alçada de 175 m i el seu punt més baix és la cruïlla de Sandy Haven. De mitjana, es troba tan sols a 2 m sobre el nivell del mar. Tot i que la major part del litoral dona a l'oest, ofereix, en diferents punts, vistes de la costa en totes les direccions possibles.
L'extrem sud de la ruta es troba a Amroth Pembrokeshire. L'extrem nord es considera de forma general que es troba a Poppit Sands, a prop de St. Dogmaels, Pembrokeshire, a on la placa oficial fou localitzada originalment però el camí continua ara fins St. Dogmaels, on un nou marcador es va donar a conèixer al juliol de 2009. Aquí es troben els enllaços amb la ruta de la costa de Ceredigion, que continua fins al nord.
El sender de Pembrokeshire forma part del sender de la costa de Gal·les, un trajecte de 1.400 km de recorregut a peu per tota la costa de Gal·les, des de Chepstow a Queensferry. Fou inaugurat oficialment en 2012.

## Descripció

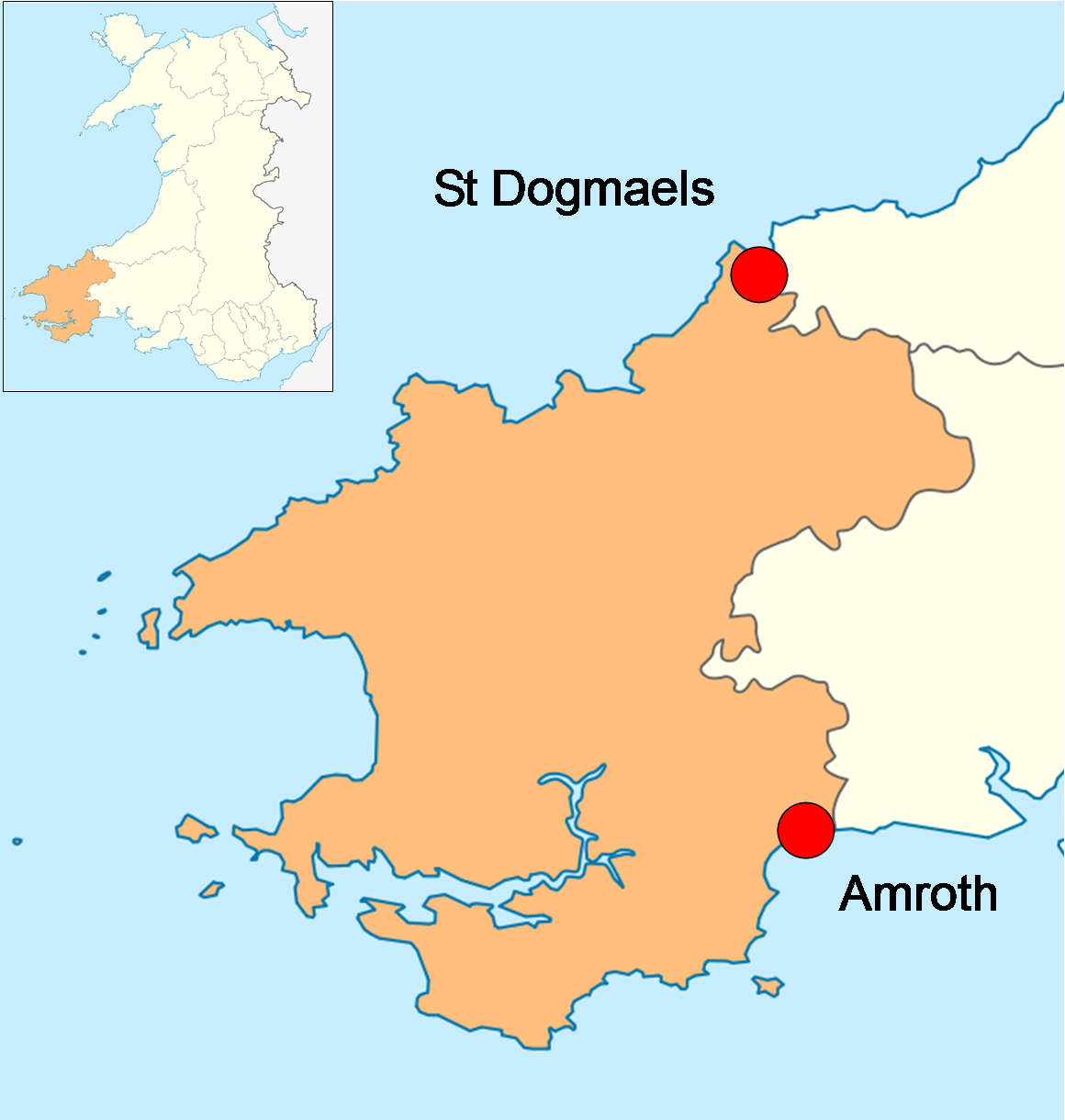
Mapa de Pembrokeshire que mostra la costa i els punts d'inici i final del sender

El sender de Pembrokeshire es troba quasi en la seva totalitat dins del Parc Nacional de Pembrokeshire, l'únic parc nacional coster de Gran Bretanya. Cobreix una àmplia gamma de paisatges marítims, de penya-segats de pedra calcària escarpada i escarpats promontoris d'origen volcànic de pedra arenisca vermella, valls glacials inundats, estuaris i platges sinuoses. En total, el camí passa per 58 platges i 14 ports.
En la mesura del possible, el traçat discorre a prop de la vora del penya-segat i de la costa, però sempre és possible i en alguns trams la costa quasi no s'albira i el cami es pot desviar cap a zones industrials o militars. Aquestes desviacions, tot i això, són breus.
El camí no és esgotador però hi ha diferències de nivell constants durant tot el recorregut amb seccions estretes. En la seva totalitat, el sender representa un considerable repte físic. Els seus 11 000 m d'ascens i descens poden arribar a ser equivalents a una escalada a l'Everest. Hi ha dues cruïlles en baixamar, a Dale i Sandy Haven, que requereixen llargues marrades si no coincideix amb l'hora adequada.
Hi ha un gran nombre de pobles costaners durant tota la ruta com Tenby, St. Davids, Solva i Newport, i el caminants que facin trams llargs trobaran botigues i càmpings durant tot el camí. Tot i això, pot ser necessari portar aliments i aigua durant un parell de dies en un o dos llocs. També hi ha una sèrie de petits hotels i albergs pel camí. També hi han cabanes de lloguer, molt sovint construïdes en estils tradicionals.
Per a la gran majoria dels caminants, la ruta de ronda passa per seccions més curtes i el Parc Nacional de Pembrokeshire enumera al voltant de 130 caminades circulars curtes a la seva web. L'accés a la ruta costanera es pot realitzar en autobús o en automòbil i existeixen diverses zones d'aparcaments. Per tota la costa hi ha diferents serveis d'autobús, que funcionen sobre tota la longitud del trajecte. Algunes línies són el Puffin Shuttle, el Coastal Cruiser, el Celtic Coaster, St David's Peninsula Shuttle Service, el Strumble Shuttle i el Poppit Rocket.
Des de la construcció del pont de Cleddau a través de Milford Haven Waterway és possible caminar tot el recorregut de la ruta sense interrupció. El camí, tot i això, no és continu, ja que no es designa a través de zones urbanitzades en la part sud, com Milford Haven, Pembroke Dock, Tenby i Saundersfoot.

## Geologia
Totes les roques subjacents a la superficie tenen més de 300 milions d'anys però la línia costanera, com es veu avui en dia, ha estat molt sotmesa als efectes de l'acció del vent i marítima i, en alguns llocs, als esdeveniments que es varen produir durant l'Edat de Gel.
Les roques ígnies més antigues i granits volcànics precambrians afloren a Ramsey i a l'extrem sud de la península. Després del Cambrià, la sedimentació va produir arenisca, visible a la costa nord de St. Brides Bay. Després de l'Ordovicià llots fins dominaren la costa nord de Pembrokeshire però l'activitat volcànica ha complicat el conjunt. Després del silurià es va formar la pedra calcària i l'esquist, visible al sud de la península de Marloes.
Els moviments posteriors de la Terra, l'erosió pel gel i l'aigua i els canvis en el nivell del mar han afectat considerabement el que es pot contemplar en l'actualitat.

## Història

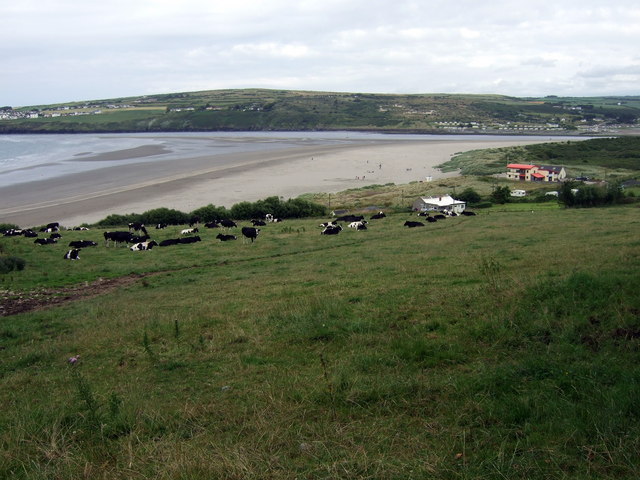
Vista de Poppit Sands, a l'extrem nord del sender

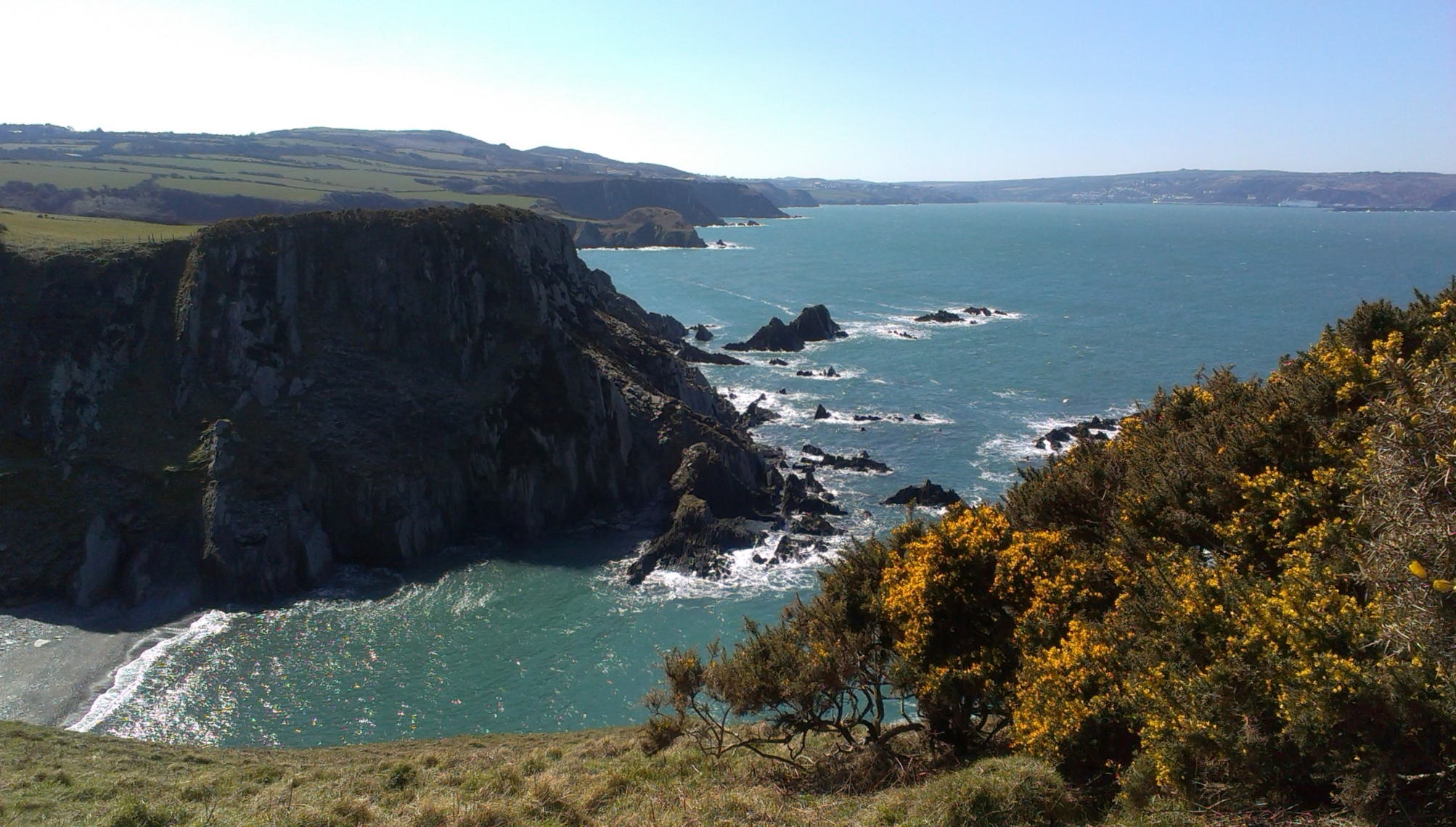
El sender Pembrokeshire entre Pwllgwaelod i Fishguard

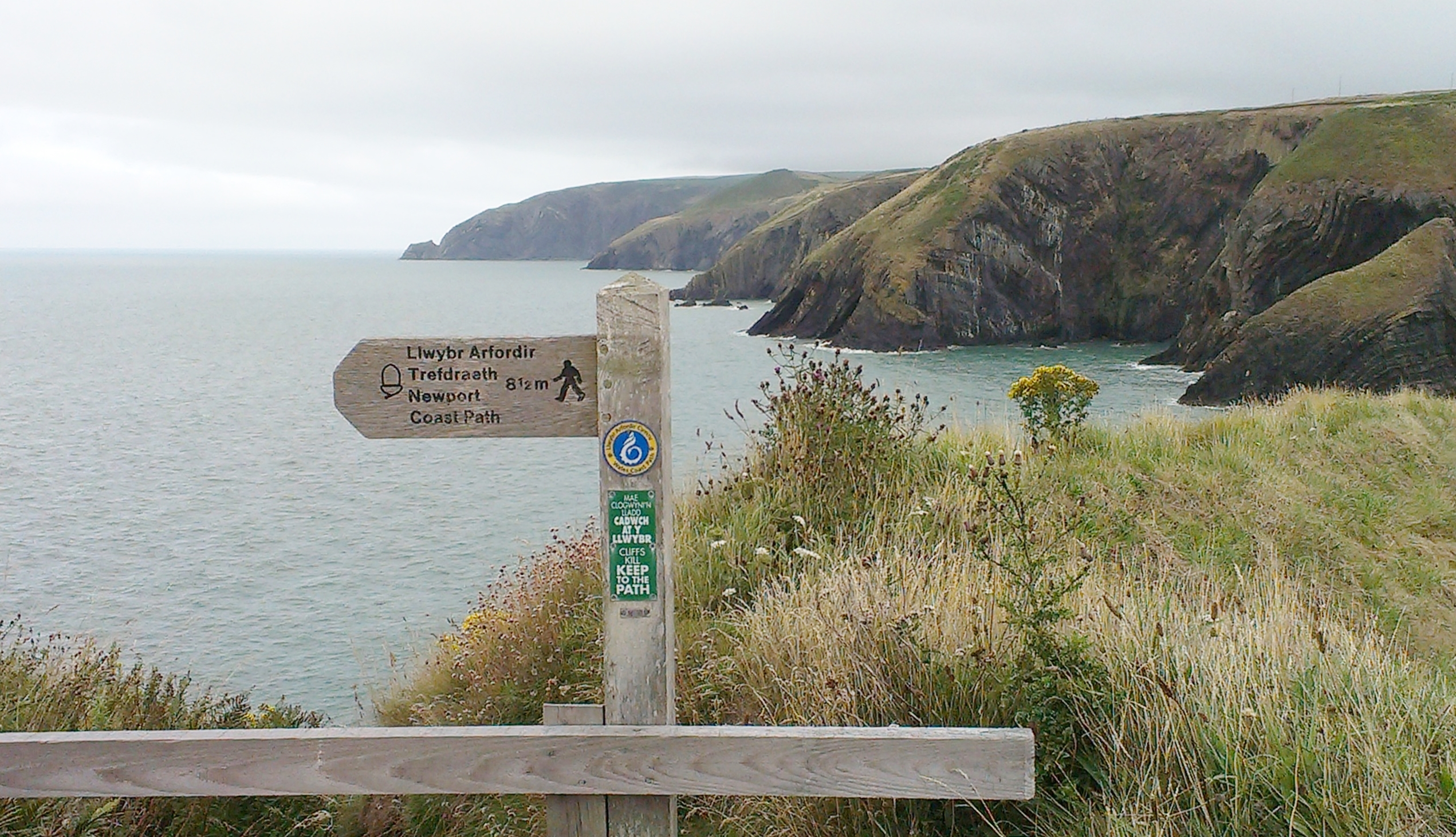
El camí a prop de Ceibwr Bay, a Cemaes Head

### Creació del sender
Arran de la creació del Parc nacional de la Costa de Pembrokeshire l'any 1952, el naturalista Welsh i l'autor Ronald Lockley van inspeccionar una ruta per la costa. Tot i que hi havia molts pobles i assentaments per tota la costa, la comunicació entre aquests es feia en gran part per vaixell i l'accés a la regió en general era deficient. L'informe de la Countryside Commission el 1953 fou ben rebut i àmpliament adoptat. Algunes seccions de la caminada van disposar de drets de via però la majoria eren a mans privades, fet que exigia la negociació. La majoria dels propietaris es trobaven a favor i molts es varen beneficiar de la construcció de noves tanques. Fins i tot avui en dia, el camí es desvia en llocs fora de la línia on els terratinents no estaven disposats a acceptar un nou traçat a través de les seves terres.
La finalització del sender va trigar 17 anys, incloent-hi la construcció de més de 100 ponts de vianants, 479 passos de tanques i el tall de milers d'esglaons en trams de fort pendent o relliscosos.
Quan s'obrí la ruta per Wynford Vaughan Thomas, el 16 de maig de 1970, la longitud de la ruta era de 290 km però amb els anys s'han produït una sèrie de desviaments que l'han allargat fins als 299 km.

### Història de l'activitat humana
Les restes de cromlecs del Neolític i de cercles de barraques es poden veure en el camí, igual que evidències d'assentaments de l'edat de bronze, moment en què la península estava sent utilitzada com una connexió amb Irlanda. Colons de l'edat de ferro, probablement originaris de França, són els responsables d'una sèrie de fortificacions costaneres en promontoris, visibles en l'actualitat. L'evidència d'activitat humana posterior, com els castells normands i els assentaments i esglésies d'ermitans, també es poden observar. Actualment quasi tota la terra circumdant es conrea, i la pesca segueix exercint un paper, tot i que menys prominent, als assentaments costaners.

## Flora i fauna
Durant la primavera i principis de l'estiu la ruta mostra una gran varietat de flors silvestres costeres i hi ha una gran quantitat d'aus. Les colònies d'aus marines en els penya-segats i una gran varietat d'aus europees es basen en les illes costaneres deshabitades que actuen com a santuaris d'aquestes, tals com Skomer, Skokholm i l'illa Ramsey. Sovint es poden observar foques, marsopes i dofins nadant mar endins.

## Recorreguts brancals
Hi ha una sèrie de senders més curts molt a prop del sender de Pembrokeshire, que molt sovint porten als usuaris cap al seu interior. Aquests són:

### Cilgerran Gorge Circular Walk
Es tracta d'un camí de mig recorregut de 6,8 km amb una duració de 3 hores. S'inicia a l'aparcament Dolbadau, Cilgerran i segueix el camí de l'arbrat de Wildlife Centre tornant a través de camins ondulants amb diferències de nivell en l'escarpada Cilgerran Gorge.

### Brunel Way Walk
Consisteix en una pista de 14 km amb vies asfaltades i pavimentades que dura al voltant de 4 hores. S'inicia a l'aparcament Brunel Quay, Neyland i finalitza al comtat de Hall, Haverfordwest. En el camí es poden contemplar grans vistes de Milford Haven i el moll, llar d'un dels ports esportius més grans de Gal·les.

### Llys-y-fran Circular Walk
És un sender de mig recorregut de 10,5 km, d'unes 3 hores de duració al llarg dels camins d'esquist i herba al voltant de Llys-y-frân Reservoir i a través de Country Park.

## Premis
- L'any2011 la revista National Geographic va nomenar Pembrokeshire com la segona millor destinació costanera del món.[12][13]

- La ruta costanera passa per totes les guardonades platges de Pembrokeshire. Amb el pas del temps, s'han atorgat un total de 41 banderes blaves, —13 el 2011—, 47 premis de la costa verda —15 el 2011— i 106 premis de costa —31 el 2011.[14][15]

- L'any 2011 hi havia 39 platges recomanades per la Marine Conservation Society.

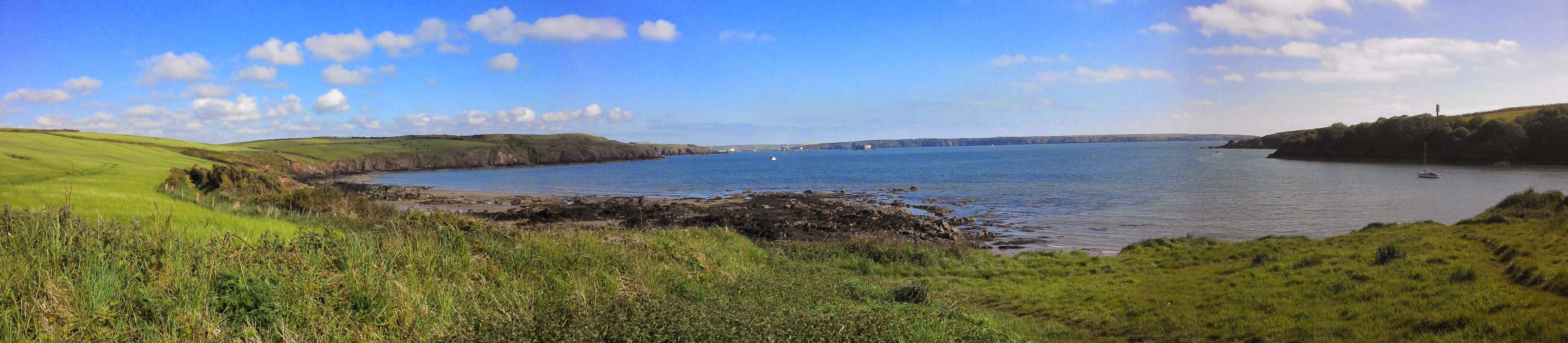
Vista panoràmica de Sandy Beach Haven a prop de Milford Haven, amb vistes a l'estuari de Cleddau